# Coccusa
Coccusa is een geslacht van kreeftachtigen uit de klasse van de Malacostraca (hogere kreeftachtigen).

## Soorten
- Coccusa adipis (Ng & Wowor, 1990)
- Coccusa cristicervix (Ng & Jongkar, 2004)
- Coccusa isophallus S. H. Tan & Ng, 1998